# إدوارد كيلي (قسيس)
إدوارد كيلي (بالإنجليزية: Edward Kelly)‏ هو قسيس أمريكي، ولد في 26 فبراير 1890 في ذا داليس في الولايات المتحدة، وتوفي في 21 أبريل 1956 في بويسي في الولايات المتحدة.